# Lorenz Bätz
Lorenz Bätz (auch Lorenz Baetz; * 10. Juli 1889 in München; † 24. Februar 1926 in Berlin) war ein deutscher Filmregisseur und Produzent.

## Leben
Bätz besuchte mit 16 die Schauspielschule und gab im Jahr darauf sein Bühnendebüt. Sein erstes Festengagement brachte ihn 1909 nach Jena, wo er bis 1911 blieb. Dann ging er als Inspizient ins elsässische Colmar. In dieser Funktion war Bätz 1913 auch in Berlin (Gastspieltournee) tätig, im Jahr darauf wirkte er an Berlins Theater an der Weidendammer Brücke. Nebenbei erhielt der Münchner auch die Möglichkeit für den einen oder anderen kleinen Auftritt im Theaterchor.
Beim Film gab Bätz, der auch immer wieder als „Baetz“ firmierte, seinen Einstand gegen Ende des Ersten Weltkriegs mit einem eigens produzierten Drama in drei Akten, Der Wilderer. In der Folgezeit inszenierte Lorenz Bätz, der zunächst Hausregisseur der A.G. Film Arthur Günsburg war, Stoffe nach Vorlagen von Ludwig Ganghofer und Bauerndramen sowie Seriengeschichten um die Filmdetektive Tom Parker (von Heinrich Peer dargestellt) und Harry Hill (verkörpert von Valy Arnheim). Überdies stand Bätz bei drei Melodramen mit der US-Stummfilmdiva Fern Andra hinter der Kamera.
Bätz, der zuletzt keine Regieangebote mehr erhielt, verstarb völlig überraschend, noch keine 37 Jahre alt. Über die Todesursache ist nichts bekannt.

## Filmografie
- 1918: Der Wilderer (auch Produktion)
- 1918: Weib gegen Weib (Mitregie)
- 1918: Ganz ohne Krause
- 1919: Quatsch nicht, Krause
- 1919: Bergsünden
- 1919: Christus
- 1919: Der Kampf unter dem Meeresspiegel
- 1919: Die Rächerin
- 1919: Die Tochter der Berge
- 1920: Die andere Welt
- 1920: Ganz ohne Männer geht die Chose nicht
- 1921: Der Flüchtling von Sing-Sing
- 1921: Des Lebens und der Liebe Wellen
- 1922: Praschnas Geheimnis
- 1923: Harry Hill, der Herr der Welt
- 1924: Harry Hills Jagd auf den Tod